# モンテネグロ関係記事の一覧
モンテネグロ関係の記事の一覧。セルビア・モンテネグロ、コソボ、旧ユーゴスラビア関係の記事も含む。
- モンテネグロおよびモンテネグロに相当する地域の出身の人物についてはモンテネグロ人の一覧を参照。

## あ行
- アドリア海
- アルバニア - 隣国。南東に位置する
- アンドリイェヴィツァ - 都市
- イスラム教
- イタリア王国によるモンテネグロ統治（英語版）
- イリュリア
- イリュリア人
- 色の革命#ブルドーザー革命 - 2000年のユーゴスラヴィア連邦共和国大統領スロボダン・ミロシェヴィッチの退陣の原因となった出来事
- ウルツィニ - 都市
- オスマン帝国 - かつて存在していた国家の一つで、バルカン諸国に当たる一帯を支配していた

## か行
- 北大西洋条約機構
- コソボ紛争

## さ行
- 正教会

## た行
- ダルマチア
- ツェティニェ - 都市

## は行
- バール (モンテネグロ)
- バルカン半島
  - バルカン半島の歴史
- パルチザン (ユーゴスラビア)

## ま行
- モンテネグロ王国
- モンテネグロ公国
- モンテネグロ主教領
- モンテネグロ正教会
- モンテネグロの歴史
- モンテネグロ民主社会党

## や行
- ユーゴスラビア
- ユーゴスラビア王国
- ユーゴスラビア共産主義者同盟
- ユーゴスラビア社会主義連邦共和国
- ユーゴスラビア侵攻
- ユーゴスラビア紛争
- ユーゴスラビア連邦共和国